# Vibhuti

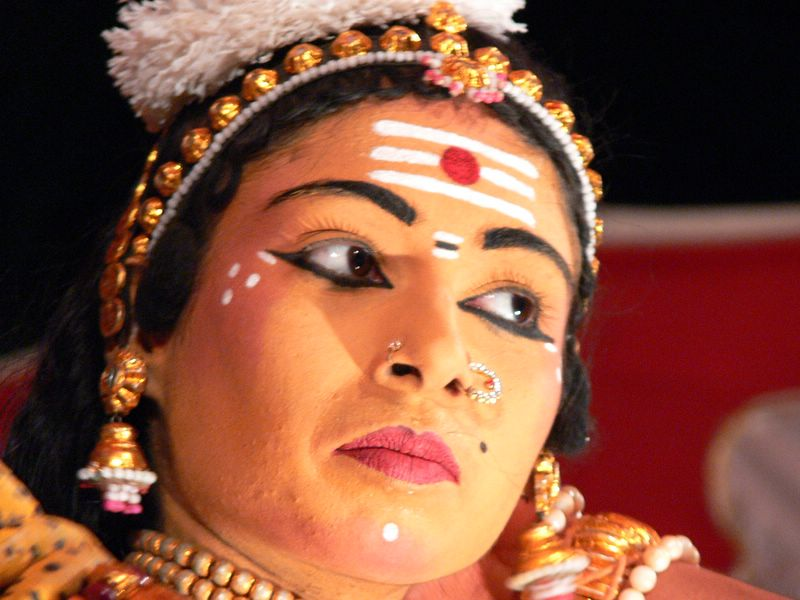
Danseres met vibhuti op het voorhoofd

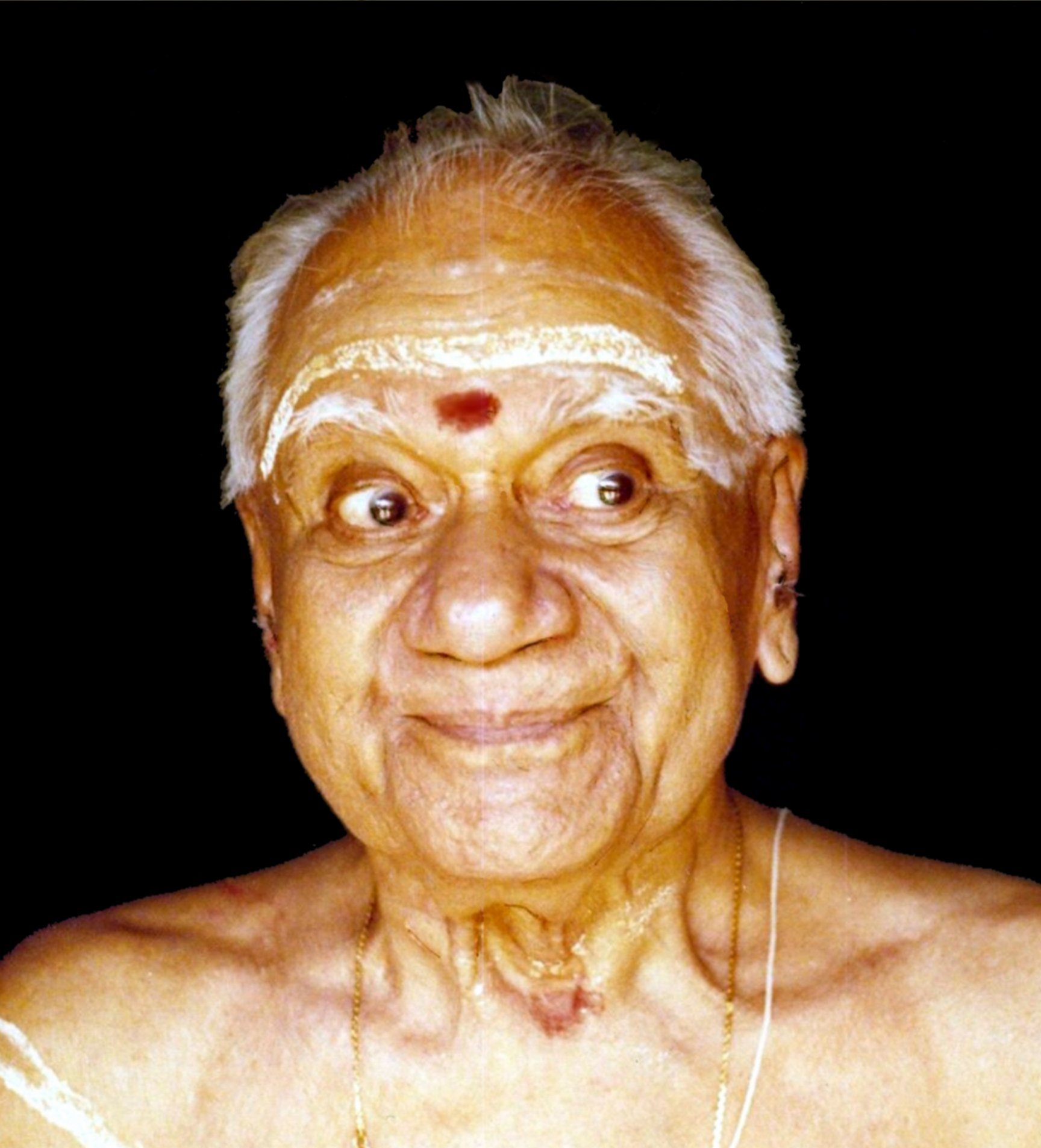
Mani Madhava Chakyar, een beroemd Kutiyattam-artiest

Vibhuti (Sanskriet विभूतिः IAST vibhūtiḥ) kent in het hindoeïsme verschillende betekenissen, waarvan de bekendste die van gewijde as is. De letterlijke betekenis is: doordringend, overvloedig; luister, kracht, glorie, macht, en weelde. Verder kan het verwijzen naar een bevrijde/verloste ziel in een belichaming waarvan het ego niet meer is (het ego is als het ware vergaan tot as), ook bovenmenselijke macht (acht faculteiten die vooral aan Shiva worden toegeschreven, maar door toewijding aan deze godheid ook door mensen zouden kunnen bereikt worden).
Vibhuti (as) kan een samenstelling zijn van:
- As verkregen bij het verbranden van planten
- As van gecremeerde lijken
- As van verbrande gewijde koeienvlaaien en melk
- As van Holikadahan holi

Vibuti is een attribuut dat bij het godsaspect Shiva hoort. Volgens de hindoe is het geneeskrachtig/helend en valt onder gezegende/geofferde spijs (prasad) op basis van de afkomst.
Binnen de hindoereligie is de grootheid van vibhūti of Heilige As welbekend sinds duizenden jaren. Vibhuti is gewijde as die voornamelijk gebruikt wordt door de toegewijden van Heer Shiva. Ook de toegewijden van Heer Ganapati en Heer Muruga gebruiken vibhūti. Het insmeren van verscheidene delen van het lichaam met Heilige As wordt in de spiritualiteit beschouwd als de hoogste weelde. Grijs vibhūtipoeder stelt het eindstadium voor van alles ("van stof tot stof"). Het is de werkelijkheid die overblijft wanneer verlangen en ego weggebrand zijn door het vuur van verlichting. Het symboliseert zuiverheid en verzaking aan verlangens. Het herinnert ons aan de tijdelijke aard van ons fysiek lichaam, dat op een dag, na de dood, tot as zal worden verbrand. Het herinnert ons ook aan de dringende noodzakelijkheid om ernstig te streven voorwaarts te gaan op het spirituele pad en in dit leven zelf dicht bij God te komen.
Vibhūti is verder ook een van de vier boeken van de Yogasoetra's van Patanjali.